# Јаковци Нетретићки
Јаковци Нетретићки су насељено место у саставу општине Нетретић у Карловачкој жупанији, Република Хрватска.

## Историја
До територијалне реорганизације у Хрватској насеље се налазило у саставу старе општине Дуга Реса.

## Становништво
На попису становништва 2011. године, Јаковци Нетретићки су имали 21 становника.